# 巴士路線資料盤
乳豬盤（或稱燒豬盤及鐵板燒）指巴士公司安裝於巴士站柱上、盛載路線資料的盤子，較正式的名稱為巴士路線資料盤。
「乳豬盤」一名據說來自90年代中期，當年城巴開始於站頭張貼路線資料紙，並引進人造纖維盤子盛載之。由於當年盤子只得一面可盛載資料，該公司督察們將盤子平放，發現狀似燒臘店用以盛載乳豬的容器，因此「乳豬盤」這名稱不脛而走。另一說法指九巴的路線資料盤呈紅色，而紅色亦令人聯想起乳豬，故被稱為乳豬盤。後來張貼於乳豬盤內的路線資料圖，亦漸漸被稱作「乳豬紙」。
乳豬盤裡通常放有路線資料紙（即乳豬紙）。部分路線的站頭亦放置有途經路線的法式時間表（Paris Timetable），列出相關路線的詳細開車時間。此外，乘客通告及路線改動宣傳品亦通常張貼在乳豬盤上。

## 乳豬盤的種類

### 單面設計
屬於九巴的巴士站柱於90年代起加設了單面設計的乳豬盤，旨在配合在站頭展示路線資料圖的需要。由於這款乳豬盤為單面設計，加上可供放置的乳豬紙數量不多，故一般而言站柱會前後各裝上一個單面式乳豬盤。
而城巴在大規模接手港島巴士路線時，已經在站柱上設置這款乳豬盤。直至2009年，市面上仍然有這個舊式乳豬盤的出現，但已於2010年起被新巴及城巴大規模更換乳豬盤時大部分單面乳豬盤經已取締。
此外，進智公交的大部分小巴站亦裝設與城巴同款的乳豬盤。

### 雙面版
因應分站路線數目不斷增長，九巴由1997年起開始使用雙面設計的乳豬盤，同時加長乳豬盤的長度。每面可以展示的乳豬紙增至3張，即每個乳豬盤可展示6條路線的乳豬紙。
城巴及新巴現時亦以雙面版本的乳豬盤為標準，縱使只有少量停靠路線，城巴及新巴仍會為巴士站提供雙面乳豬盤。新巴在城巴被周大福收購前有另一款雙面版乳豬盤的式樣，後來跟城巴統一規格。

### 三面旋轉設計
由於部份分站路線較多但站柱只得一枝，城巴及新巴會在這些分站上使用三面旋轉設計的乳豬盤。由於空間不足，一些即將到達總站的路線或學校路線等會不被列出。

### 四面旋轉式設計
九巴是全港唯一使用四面旋轉式設計乳豬盤的巴士公司，於2007年推出這款乳豬盤，可作360度旋轉。此乳豬盤的高度為938毫米，長425毫米，闊425毫米，共有4面，最多可同時展示12條巴士路線的乳豬紙。這類乳豬盤由沙田車廠負責生產。
此外，九巴水晶站柱上的乳豬盤同為四面旋轉式，不同之處是在乳豬盤的左右均設有LED光管。

## 外部連結
- 今日九巴 - 2010年3月號 - 巴士站路線資料盤